# Stelios Mamas
Stelios Mamas, gr. Στέλιος Μάμας (ur. 22 kwietnia 1989) – cypryjski zapaśnik walczący w stylu wolnym. Zajął 44 miejsce na mistrzostwach świata w 2011. Piętnasty na mistrzostwach Europy w 2010. Siódmy na igrzyskach śródziemnomorskich w 2013. Wicemistrz śródziemnomorski w 2015 roku.